# Geweihbäume
Die Geweihbäume (Gymnocladus) sind eine Pflanzengattung aus der Familie der Hülsenfrüchtler (Caesalpiniaceae). Zu dieser Gattung, die sehr nahe mit den Gleditschien verwandt ist, gehören nur drei Arten. Diese haben ihr natürliches Verbreitungsgebiet in Nordamerika und in Ostasien.

## Beschreibung
Gymnocladus-Arten sind sommergrüne Bäume.
Auffallend sind ihre sehr großen, doppelt gefiederten Laubblätter.
Die grünlich-weißen Blüten erscheinen nur nach langen Warmwetterperioden. Es werden sehr lange Hülsenfrüchte gebildet, die von den Ästen hängen. Die Arten dieser Gattung werden überwiegend endochor verbreitet.

## Arten
Es gibt nur drei Gymnocladus-Arten:
- Burmesischer Geweihbaum (Gymnocladus burmanicus C.E.Parkinson)
- Chinesischer Geweihbaum (Gymnocladus chinensis Baillon)
- Geweihbaum (Gymnocladus dioicus (L.) K.Koch)